# گمینا باتوژ
گمینا باتوژ (به لهستانی:  Gmina Batorz) یک گمینا در لهستان است که در شهرستان یانوف لوبلسکی واقع شده‌است. گمینا باتوژ ۷۰٫۸۱ کیلومتر مربع مساحت و ۳٬۴۴۲ نفر جمعیت دارد.